# Sabik
Sabik (Eta Ophiuchi, η Oph) – gwiazda w gwiazdozbiorze Wężownika, odległa od Słońca o około 88 lata świetlne.

## Nazwa
Gwiazda ta nosi tradycyjną nazwę Sabik, która wywodzi się od arabskiego ‏سابق‎ sabīq, choć znaczenie nazwy („ta która poprzedza”, „idzie jako pierwsza”) jest niejasne; może wiązać się ona z położeniem w ciągu gwiazd w południowej części konstelacji. Międzynarodowa Unia Astronomiczna w 2016 roku formalnie zatwierdziła użycie nazwy Sabik dla określenia tej gwiazdy.

## Charakterystyka obserwacyjna
Jest to druga co do jasności gwiazda w gwiazdozbiorze. Jego obserwowana wielkość gwiazdowa to 2,43m, a wielkość absolutna jest równa 0,27m.
Eta Ophiuchi to gwiazda podwójna; obraz składników trudno jest rozdzielić przez teleskop amatorski. Składa się z pary gwiazd typu widmowego A, które okrążają wspólny środek masy raz na 88 lat. Na niebie są one oddalone o 0,5″ (w 2017 roku), a maksymalnie 1,3″, co odpowiada średniej odległości w przestrzeni 33,5 au, ale odległość ta zmienia się z czasem ze względu na dużą ekscentryczność orbit. Gwiazdy zbliżają się do siebie na 2 au, by po 44 latach oddalić się na maksymalną odległość 65 au. To powoduje zaburzenia grawitacyjne, które najprawdopodobniej uniemożliwiają powstawanie planet. Tezę tę potwierdza niezaobserwowanie pyłu wokół gwiazd.

## Charakterystyka fizyczna
Składnik Eta Ophiuchi A ma wielkość gwiazdową 3,0m, należy do typu widmowego A2. Jego temperatura to ok. 8900 K, świeci około 35 razy jaśniej od Słońca. Promień tego składnika oceniany jest na 2,5 promienia Słońca, a masa na 2,3 masy Słońca.
Składnik Eta Ophiuchi B ma wielkość gwiazdową 3,5m, należy do typu widmowego A3. Gwiazda ma temperaturę 8600 K, świeci 21 razy jaśniej od Słońca. Ma masę dwukrotnie większą od Słońca i dwa razy większy promień.